# Диалекты финского языка
Диале́кты фи́нского языка́ (фин. suomen kielen murteet) — территориальные разновидности финского языка. Традиционно выделяются семь (в последнее время — восемь) основных диалектов, образующих два наречия — западное и восточное. Среди диалектов также выделяются группы говоров. 

## Классификация финских диалектов
На территории Финляндии выделяется семь (или восемь) основных диалектов:
- западные: юго-западные финские, тавастский, южный остроботнический, центральный- и северный остроботнический, лапландский;
- восточные: савоский, южный карельский.

## Развитие диалектов
Образование финского народа в конце 1-й половины 2-го тысячелетия н. э. представляло собой сложный процесс объединения прибалтийско-финских племён суоми (в русских летописях — сумь), хяме (древнерусское название — емь), саво и западных карелов. В основе классификации финских диалектов лежит их генетическая соотнесенность с этими племенами.
Финские диалекты гораздо старше, чем общефинский язык. До Средневековья финский язык в его современном представлении не существовал. Лишь в Средневековье часть прибалтийско-финских племенных диалектов стали объединять в рамках некоего общего финского языка. Однако современный финский литературный язык как таковой не имеет четко выраженной диалектной базы.
Прибалтийско-финские языки, произошедшие от протофинского языка, начали расходиться около I столетия н. э., но сохранили влияние друг на друга. От протофинского языка произошли восточно-финские диалекты, а также карельский, ижорский, водский и вепсский языки. Таким образом, восточные диалекты финского языка достаточно близки карельскому языку, а их лексический фонд включает многочисленные заимствования из русского языка.
В Средневековье на развитие западных диалектов, в особенности на юго-западный, оказали влияние шведский и эстонский языки, а также ливский и водский. В те времена юго-западный диалект финского и северный диалект эстонского языка были довольно похожи, что проявляется и в современных диалектах.

## Основные особенности диалектов

### Фонетические особенности
Традиционно диалекты финского языка различаются по ряду фонетических признаков. Наиболее яркий пример различия между западными и восточными диалектами — звук d. В восточных диалектах звук d часто опускается или заменяется полугласным согласным (aidat — aijat, vedessä — veessä), в западных диалектах вместо d произносится r или l (aidat — airat, vedessä — velessä). В восточных диалектах также возможны регулярные замены долгих гласных а и ä на дифтонги (maa — moa, pää — peä).
Для многих западных говоров характерно расширение дифтонгов uo, yö и ie (nuori — nuari, työ — tyä, mies — miäs). В основном это наблюдается в юго-западном и емском диалектах. В юго-западном и савоском диалектах также наблюдается редукция дифтонгов, в частности дифтонгов с исходом на i, u или y (poika — poeka, koulu — koolu, köyhä — kööhä).
Аффриката ts несвойственна как западным, так и восточным диалектам. Например, слово metsä («лес») в большинстве случаев в западных диалектах произносится как mettä, в восточных — mehtä.
Дополнительный гласный звук шва активно используется в савоском, южно-ботническом, а также в средне- и североботнических диалектах и служит для того, чтобы облегчить произношение сочетаний согласных (jalka – jalaka, kylmä – kylymä/kylömä, silmä – silimä, silemä). Для северного диалекта характерно использование дополнительного придыхательного h (saappaan — saaphaan, lampaat — lampahat).
Такие сочетания гласных, как ea и eä, являются редкими практически для всех финских диалектов. Например, korkea («высокий») и pimeä («темный») встречаются только в Центральной Финляндии и на небольшой территории восточных диалектов Южной Остроботнии. В других диалектах встречаются разные варианты произношения, например, в северном диалекте, как правило, эти слова произносятся как korkia и pimiä, а в емском — korkee и pi(m)mee.
Во многих диалектах присутствует геминация согласного. Традиционно в финских диалектов выделяется три типа геминации: стандартная геминация, особая западная и особая восточная. В случае стандартной геминации любой согласный между ударной и безударной гласными может удваиваться (sanoo — sannoo, makaa — makkaa, avaimet — avvaimet). В западных диалектах удваиваются согласные k, t, p и s, а стоящие после них гласные сокращаются (leipää — leippä, vikaa — vikka). В восточных диалектах может удваиваться любой согласный перед ударным слогом или после него, часто в сочетании с дополнительным звуков шва (aikuinen — aekkuinen, kolmas — kolommas).
Для савоского и юго-восточного диалектов типична палатализация дентальных согласных t, s, n, l, r, а также h. Смягчение согласного происходит под воздействием переднего гласного i или палатального глайда j (vasikka - vas'ka, paljas - pal'jas).

### Морфологические особенности
Помимо фонетических, западные и восточные диалекты имеют морфологические различия, в частности резко отличаются наборы личных местоимений. В большинстве говоров используются стандартные местоимения minä, sinä (я, ты) или их сокращенный (разговорный) общефинский вариант mä, sä. В восточных диалектах личные местоимения имеют форму mie, sie, а также myö, työ, hyö, вместо стандартных me, te, he (мы, вы, они). В западных диалектах используются, например, mä, sä или mää, sää.
| Значение | Стандартный фин. язык | Западные диалекты | Восточные диалекты |
| -------- | --------------------- | ----------------- | ------------------ |
| я        | minä                  | mä/mää/mnää       | minä/mie/miä       |
| ты       | sinä                  | sä/sää/snää       | sinä/sie/siä       |
| он/она   | hän                   | hän               | hää                |
| мы       | me                    | me(t)             | myö                |
| вы       | te                    | te(t)             | työ                |
| они      | he                    | he(t)             | hyö                |

Для восточных диалектов характерно множественное число с дополнительным слогом –loi перед падежным окончанием, что не соответствует стандартному финскому языку (taloissa — taloloissa. tytöille — tyttölöille, tuolilla — tuoliloilla). Эта особенность была заимствована из карельского языка и служила для более отчетливого разграничения форм единственного и множественного числа, так как в некоторых случаях они могут иметь похожую форму.

### Лексические особенности
Словарный состав западных и восточных диалектов обнаруживает значительные лексические расхождения. Так как на развитие финской письменности повлияли обе группы диалектов, то в финском литературном языке могут использоваться слова, восходящие как к западным, так и к восточным диалектам. Ниже представлены некоторые диалектные слова-синонимы (полужирным выделены слова, входящие в литературный язык).
| Западные диалекты | Восточные диалекты | Значение     |
| ----------------- | ------------------ | ------------ |
| ehtoo             | ilta               | вечер        |
| karitsa           | vuona              | ягнёнок      |
| orpana            | serkku             | кузен/кузина |
| sonni             | härkä              | бык          |
| lanka             | rihma              | нить         |
| takki             | nuttu              | куртка       |
| kutoa             | neuloa             | вязать       |
| räätikkä          | lanttu             | брюква       |
| kori              | vasu               | корзина      |
| vadelma           | vattu              | малина       |
| tykö              | luo                | предлог к    |
| nisu              | vehnä              | пшеница      |
| valakka           | ruuna              | мерин        |

## Современное положение
С одной стороны, диалектные различия в той или иной степени сохраняются на всей территории современной Финляндии, особенно в сельских районах и малых городах, а сами диалекты служат важной составляющей региональной идентичности. До сих пор среди финнов считается, что носители разных диалектов отличаются по характеру и темпераменту.
С другой стороны, благодаря взаимодействию носителей диалектов, различия между ними постепенно стираются. Многие в гораздо большей степени, чем раньше, используют стандартный финский язык (фин. suomen yleiskieli), хотя все диалекты финского языка, а также разговорный финский язык в последнее время активно используются в финских СМИ.  Популярность этого феномена объясняется необходимостью подчеркнуть локальное своеобразие.

## Изучение диалектов
В настоящее время исследованием диалектов финского языка активно занимается  Институт исконных языков Финляндии, или «Котус» (фин. Kotimaisten kielten keskus = Kotus), в фокусе исследовательского внимания которого находятся также стандартный финский язык, шведский язык и саамские языки, цыганский язык, финский жестовый язык, а также языки, родственные финскому.
Со второй половины XX века и по сей день в архиве «Котуса» собираются разнообразные языковые материалы, в которые также входит большой архив диалектных слов и поговорок. «Котус» создал «Словарь финских диалектов» (фин. Suomen murteiden sanakirja), изначально включающий в себя примерно 300 000 – 350 000 слов. Словарь состоит из восьми томов, первый из которых был издан в 1985 году, а последний в 2008 году. Начиная с 2012 года словарь существует в электронной версии и постоянно пополняется новыми словами (около 6000 новых слов в год).